# Torrbergstjärn (naturreservat)
Torrbergstjärn är ett naturreservat i Piteå kommun i Norrbottens län.
Området är naturskyddat sedan 2009 och är 3,6 kvadratkilometer stort. Reservatet omfattar Torrberget och Torrbergstjärnen och en sluttning åt sydväst. Reservatet består av granskog.